# Wolfgang Förstner
Wolfgang Förstner (* 9. Mai 1946 in Bad Essen) ist ein deutscher Geodät und Professor für Photogrammetrie an der Universität Bonn.

## Leben
Förstner studierte bis 1971 Geodäsie und promovierte 1976 an der Universität Stuttgart zum Dr.-Ing. Anschließend arbeitete er drei Jahre im nordrhein-westfälischen Vermessungswesen in Bonn, bevor er als Wissenschaftlicher Mitarbeiter an die Universität Stuttgart zurückkehrte. 1990 wurde er an die Universität Bonn berufen, wo Forschungen zur Gebäuderekonstruktion aus Luftbildern den wissenschaftlichen Schwerpunkt seiner Arbeit bildeten. Förstner hat einen Interest-Operator zur Suche von markanten Stellen in digitalen Bildern beschrieben, der nach ihm benannt wurde.

## Auszeichnungen
- 1987: Carl-Pulfrich-Preis
- 2000: Gino-Cassinis-Award der ISPRS
- 2005: Fairchild Award der Amerikanischen Gesellschaft für Photogrammetrie und Fernerkundung
- 2011: Ehrendoktorwürde der Fakultät für Bauingenieurwesen und Geodäsie der Universität Hannover[1]
- 2011: Ehrendoktorwürde der TU Graz[2]

## Schriften
- mit E. Gülch: A Fast Operator for Detection and Precise Location of Distinct Points, Corners and Centers of Circular Features, in: Proceedings of the ISPRS Intercommission Workshop on Fast Processing of Photogrammetric Data, 1987, S. 281–305
- mit Thomas Läbe: Automatic relative orientation of images. In: Proceedings of the 5th Turkish-German Joint Geodetic Days, March 29th - 31st, 2006. Berlin, ISBN 3-9809030-4-4 (online)
- mit Christian Beder: Direkte Bestimmung von Zylindern aus 3D-Punkten ohne Nutzung von Oberflächennormalen, 2006